# 大连华侨果树农场
大连华侨果树农场，位于辽宁省大连市甘井子区。历史可追溯至1948年建立的关东果园，大连市当时为关东公署辖区。后更名为旅大地方国营农场第一农场。1963年，再度更名为大连华侨果树农场。1992年，大连市人民政府将大连华侨果树农场、大连岭前农场、大连奶牛场、大连农工商联合总公司合并为大连三环实业集团公司，2004年更为大连三寰集团有限公司。目前，大连三寰集团有限公司是大连市人民政府直属的国有独资农垦企业。大连华侨果树农场辖区，现是甘井子区下辖的一个类似乡级单位。

## 行政区划
下辖以下地区：
南沟村、幸福村、黄岭子村、尖山村、北园村、小磨子村和十三沟村。